# Patrick Macnee
Daniel Patrick Macnee (London, 1922. február 6. – Rancho Mirage, Palm Springs-i terület, Kalifornia, 2015. június 25.) angol születésű színész és szinkronszínész, aki Nagy-Britanniában, Kanadában, majd az Egyesült Államokban működött. Legismertebb szerepe John Steed, a brit kémszolgálat mindig elegáns, talpig úriember ügynöke, az 1960-as években forgatott Bosszúállók (The Avengers) tévéfilmsorozat főszereplője.

## Élete

### Származása, iskolái
Tehetséges skót és angol arisztokrata ősöktől származott. Apai ágon egyik dédapja, Sir Daniel Macnee (1806–1882) volt, jónevű portréfestő, 1876-tól a Skót Királyi Akadémia elnöke. Anyai ágon ősei a Hastingsek voltak, Huntington grófjai (earls of Huntigton), a családi legenda szerint Robin Hood leszármazottai.
Édesapja, Daniel „Shrimp” Macnee sikeres versenyló-tréner, vérmes természetű volt, alkoholista és játékfüggő. Gyűlölte a pacifistákat, társaságban szerette ráfogott fegyverrel ijesztgetni azokat, akiket gyávának tartott. Miután elkártyázta családjának egész vagyonát, otthagyta feleségét, két apró gyermekét, és elutazott Indiába.
Édesanyja, Dorothea Mabel Henry (más forrásban Dorothea Hastings) (1896–1984) társasági hölgy, Huntington 13. grófjának unokahúga a válás után két gyermekével együtt Wiltshire-be költözött, egy Rooksnest nevű leszbikus közösségbe. Ennek prominens tagjai közé tartozott Tallulah Bankhead (1902–1968) amerikai színésznő is, aki 1922–1931 között Angliában élt. A kis Patrickot anyjának szigorú női élettársa nevelte, akit „Evelyn bácsinak” kellett szólítania. Bár Dél-Angliában éltek, Patricknak tizenegy éves koráig kiltet (skót szoknyát) kellett hordania. Későbbi filmbeli partnere, Linda Thorson ennek a miliőnek tulajdonítja, hogy későbbi felnőtt életében Patrick feltétlen tisztelettel, magával egyenlő félként kezelte a nőket.
Hároméves korában az oxfordi Summer Fields óvodába adták, majd az Eton College tanulója lett. Az iskola színjátszó körének aktív tagja lett. A campusban bukméker-központot szervezett és közelebbről nem ismert pornográf ügyekbe keveredett, emiatt kis híján kicsapták.

### Pályakezdése
Tanulmányainak befejezése után először színpadi színészként próbálkozott, de a film jobban érdekelte. Első, névtelen mellékszerepét Anthony Asquith és Leslie Howard 1938-as filmjében, a Pygmalion-ban játszotta, majd az 1941-ben forgatott Blimp ezredes élete és halála-ban.
Induló pályáját a második világháború félbeszakította. 1942 és 1946 között tisztként a Királyi Haditengerészetnél szolgált. Apokaliptikus élményei hatására annyira meggyűlölte az erőszakot, hogy későbbi szerződéseiben kikötötte: szerepeiben nem szegez fegyvert senkire és nem öl meg senkit.
A háború után ösztöndíjat szerzett a londoni Webber Douglas Színművészeti Akadémiára. 1951-ben Brian Desmond Hurst filmjében, a Scrooge – Karácsonyi történet-ban az ifjú Jacob Marley szerepében neve már feltűnt a színlapon.
Az angol filmipar lehetőségeit szűknek találta, ezért Kanadába és az Egyesült Államokba utazott, ahol színházi és filmproducerként dolgozott. 1952-ben úttörő szerepe volt a kanadai televízióadások megszervezésében és a műsorszerkezet kialakításában. Produkcióival „ingázott” Nagy-Britannia és az Újvilág között. 1959-ben megkapta az amerikai állampolgárságot is.
1954-ben a londoni Old Vic színház társulatával a New York-i Broadway Theatre-ban vendégszerepelt. 1956-ban Hollywoodba költözött. Több MGM-es vígjátékban, háborús és kalandfilmben szerepelt, így Emeric Pressburger 1956-os River Plate-i csatá-jában, mint Medley haditengerész parancsnok, aztán George Cukor 1957-es A lányok-jában Sir Percy-ként (ez volt Gene Kelly utolsó MGM-es főszerepe), és az 1959-es Mission of Danger westernfilmben, mint Trent ezredes. Ebben az időszakban számtalan TV-sorozatban (Playhouse 90’s, Alfred Hitchcock Presents) szerepelt, és országszerte színpadi előadásokon fellépett.
1959-ben Macnee hazatért Angliába, ahol jól hasznosíthatta Hollywoodban és Kanadában szerzett produceri tapasztalatait. 1960-ban az ABC brit–amerikai kooperációban dokumentum-tévésorozatot készített Winston Churchill emlékirataiból, The Valiant Years címmel, ennek brit producere Macnee volt.

### A nagy áttörés: John Steed

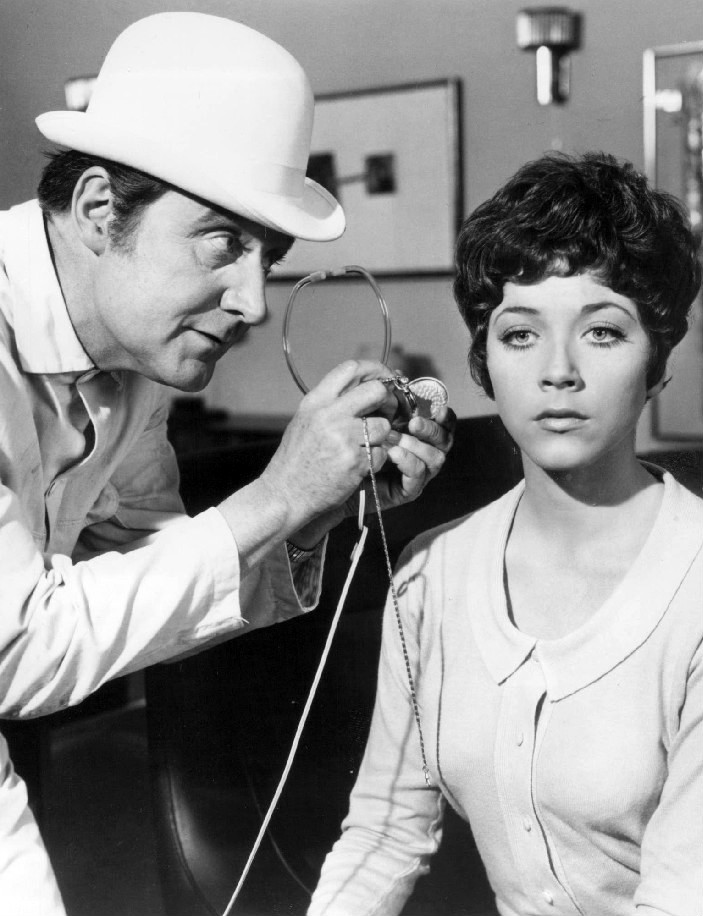
Egy 1968-as Bosszúállók-epizód: Patrick Macnee (John Steed) és Linda Thorson (Tara King)

1961-ben fontos szerepet kapott ITV–ABC–Thames Television új kémfilm-tévésorozatában, a Bosszúállók-ban (The Avengers). A sorozat eredetileg Ian Hendry (Dr. David Keel) főszereplésével indult, akinek Macnee az asszisztense volt. Hendry azonban az első évad végén otthagyta a sorozatot, Macnee (mint John Steed) főszereplővé lépett elő. A sorozat világszerte óriási sikert aratott. 1961–1969 között 151 db egyórás epizód készült, Macnee mindegyikben szerepelt, ez lett életének nagy szerepe, amely népszerűséget és világhírt hozott neki. Az igazi „very british” úriember-klisé összes külsőségét felvonultatta: keménykalap, esernyő, a Savile Row-n készült elegáns öltöny stílusos kiegészítőkkel, visszafogott gesztusok, udvarias modor, finom beszédmód, száraz humor. Mellette intelligens, választékos stílusú, de rámenős „asszisztensnők” domborítottak: 1962–1964 között Honor Blackman (Cathy Gale), 1965–1968 között Diana Rigg (Emma Peel) és 1968–1969 között Linda Thorson (Tara King). John Steed alakja annyira hozzákötődött Macnee személyéhez, hogy a sorozat 1969-es bejezése után nehezen tudott új megbízásokat találni.
1976-ban The New Avengers címen folytatták a sorozatot, amelyben ismét Macnee játszotta Jon Steedet, új partnernője Joanna Lumley (Purdey) lett. Az eredeti sorozat sikerét azonban nem tudták megismételni, és 1977-ben végleg befejezték.
Két évtizeddel később, a Ralph Fiennes, Uma Thurman és Sean Connery főszereplésével 1998-ban forgatott remake, a Bosszúállók angol nyelvű változatához Macnee, mint láthatatlan Jones, már csak a hangját adta.

### További pályája
1976-ban Dr. Watsont alakította a Sherlock Holmes New Yorkban c. tévéfilmben, Roger Moore oldalán. 1980-ban a Crossley őrnagy szerepében láthatták a  nagy sikert hozó Tengeri farkasok c. háborús kalandfilmben, olyan sztárok mellett, mint Gregory Peck, Roger Moore és David Niven.
Az 1980-as és 1990-es években Macnee főleg az Egyesült Államokban dolgozott, számtalan televíziós sorozatban (Gavilan, Empire) kapott kisebb-nagyobb szerepeket. 1994-ben a Villám Spencer, a karibi őrangyal (Thunder in Paradise) tévésorozatban ő volt Edward Whitaker, Hulk Hogan partnereként. Kevésbé közismert, hogy Macnee a Csillagközi romboló (Battlestar Galactica) sci-fi sorozatban is szerepelt, mint a Zylonok vezére és Iblis grófja.
Fontos mellékszerepeket kapott 1981-ban Joe Dante horrorfilmjében, Az üvöltés-ben (The Howling), Dr. George Waggnerként, és 1985-ben, a Halálvágta című James-Bond-filmben, mint Sir Godfrey Tibbett. 1983-ban szerepelt The Creature Wasn’t Nice című vígjátékban, Leslie Nielsen mellett. Tévésorozatokban is szerepelt, így a Pierce Brosnan, Eric Idle és Peter Ustinov főszereplésével készült 1989-es 80 nap alatt a Föld körül-ben, mint Ralph Gautier. 1992-ben ismét Dr. Watson volt Christopher Lee mellett, a Sherlock Holmes: Bűntény a Viktória-vízesésnél című krimiben. Az utolsó mozifilmes szerep, amelyet elvállalt, a 2003-as The Low Budget Time Machine című vigjáték Dr. Ballard-ja volt.
2008-ban alakja feltűnt az Oasis együttes egyik videóklipjében, a Don’t Look Back in Anger-ben. Ő alakította az együttes sofőrjét.
Ebben az időben kezdett hangoskönyveket készíteni az angol és amerikai klasszikus irodalom műveiből, és belekezdett a Biblia hangoskönyv elkészítésébe is. 2000-ben a James Bond-filmek készítéséről szóló televíziós dokumentum-műsorokba hívták meg, mesélt élményeiről és Ian Fleminggel való találkozásairól is.

### Magánélete
Első felesége 1942-től 1956-ig Barbara Douglas (1921–2012) angol színésznő volt, Két gyermekük született, Rupert és Jennifer (Jenny), később egy unokájuk, Christopher („Kit”). 1956-ban elváltak.
1965-ban Katherine Woodville (1938–2013) angol színésznőt vette feleségül, akivel 1969-ig élt együtt.
Az 1980-as években nagy házat vásárolt a dél-kaliforniai Rancho Mirage-ban, Palm Springs közelében és ide költözött gyermekeivel. Nagy társasági életet vitt, családjával, rokonaival, barátaival, színésztársaival. Itt dolgozott hangoskönyves munkáin is.
1988-ban harmadszor is megnősült, a magyar származású nagyzsenyei Majos Klárát (1914–2007), kinti nevén „Baba Majos de Nagyzsenyét”, Némethy Ella magyar operaénekesnő fogadott leányát, az első férjének, Majos László huszárkapitánynak leányát vette feleségül.

### Elhunyta
A 2007-ben megözvegyült Macnee nem nősült újra. Mindhárom feleségét túlélte. Utolsó éveit dél-kaliforniai otthonában, Rancho Mirage-ban és La Jollában töltötte. Első felesége, gyermekeinek anyja, Barbara Douglas is ideköltözött, utolsó éveit gyermekeinél, a Rancho Mirage-ban töltötte, itt hunyt el 2012-ben.
Patrick Macnee 2015 június 25-én, 93 évesen hunyt el otthonában.

## Fontosabb filmszerepei

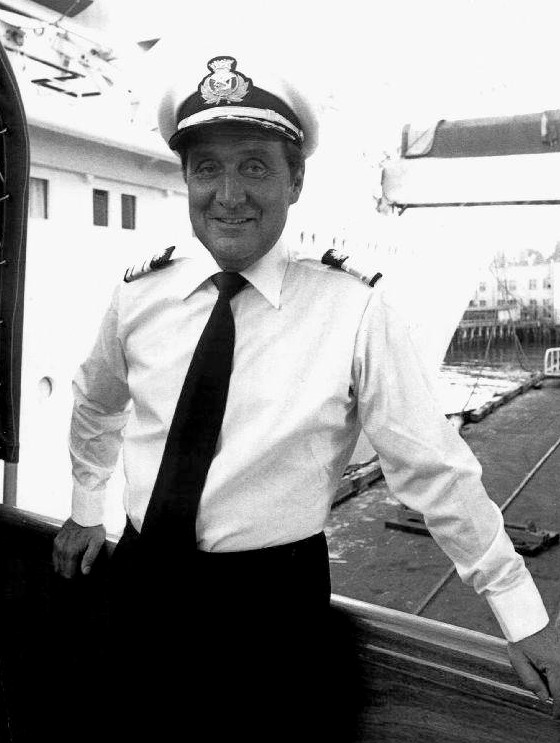
Gibbon kapitány egy 1975-ös Columbo-epizódban

- 1938: Pygmalion, névtelen szereplő
- 1943: Blimp ezredes élete és halála (The Life and Death of Colonel Blimp), névtelen szereplő
- 1951: Scrooge – Karácsonyi történet (Scrooge), az ifjú Jacob Marley
- 1953–1960: General Motors Presents tévésorozat, orvos
- 1956: A River Plate-i csata (The Battle of the River Plate), Medley parancsnok
- 1957: A lányok (Les Girls), Sir Percy
- 1959: Mission of Danger, Trent ezredes
- 1959: Rawhide, tévésorozat, Henry Watkins
- 1959: Alkonyzóna tévésorozat, McLeod első tiszt
- 1961–1969: Bosszúállók (The Avengers) tévésorozat, John Steed
- 1971: Alias Smith und Jones (Alias Smith and Jones, Norman Alexander
- 1975: Columbo tévésorozat, egy epizód, Gibbon hajóskapitny
- 1976: Sherlock Holmes New Yorkban (Sherlock Holmes in New York), Dr. Watson
- 1976–1977: The New Avengers tévésorozat, John Steed
- 1977: Dead of Night tévéfilm, Dr. Gheria
- 1978–1979: Csillagközi romboló (Battlestar Galactica), a Zylonok vezére
- 1980: Tengeri farkasok (The Sea Wolves), Yogi Crossley őrnagy
- 1981: Az üvöltés (The Howling), Dr. George Waggner
- 1982: Egy gyilkosság főpróbája (Rehearsal for Murder), David Mathews
- 1983: The creature wasn’t nice, Dr. Stark
- 1984: Hart to Hart tévésorozat, Matthew Grade
- 1984: Magnum tévésorozat, Chee
- 1985-1992: Gyilkos sorok (Murder, She Wrote, tévésorozat,  Dayton Whiting
- 1985: Halálvágta (A View to a Kill), Mr. Tibbett
- 1988: Waxwork, Sir Wilfred
- 1989: Homár úr a Marsról (Lobster Man from Mars), Plocostomos professzor
- 1989: Masque of the Red Death, Macchiavelli
- 1989: Téves kapcsolás (Sorry, Wrong Number), Nigel Evans
- 1989: Dick Francis: Blood Sport tévéfilm, Geoffrey Keeble
- 1989: The Return of Sam McCloud, Tom Jamison
- 1989: 80 nap alatt a föld körül (Around The World In 80 Days), tévé-minisorozat, Ralph Gautier
- 1990: Ray Bradbury színháza (The Ray Bradbury Theater), tévésorozat, Stendahl
- 1990–1992: Super Force tévésorozat, E.B. Hungerford
- 1991: Waxwork II: Lost in Time, Sir Wilfred
- 1991: Sherlock Holmes és a primadonna (Sherlock Holmes and the Leading Lady), Dr. Watson
- 1992: Sherlock Holmes: Bűntény a Viktória-vízesésnél (Incident at Victoria Falls), Dr. Watson
- 1994: Villám Spencer, a karibi őrangyal (Thunder in Paradise) tévésorozat, Edward Whitaker
- 1997: Halálbiztos diagnózis (Diagnosis Murder) tévésorozat, John Garrison
- 1998: Bosszúállók (The Avengers), a láthatatlan Jones hangja
- 2001: Frasier – A dumagép (Frasier) tévésorozat, Cecil Hedley
- 2003: The Low Budget Time Machine, Dr. Ballard

## További információ
- Hivatalos oldal
- Patrick Macnee a PORT.hu-n (magyarul)
- Patrick Macnee az Internetes Szinkronadatbázisban (magyarul)
- Patrick Macnee az Internet Movie Database-ben (angolul)
- Patrick Macnee a Rotten Tomatoeson (angolul)
- Patrick Macnee az AlloCiné weboldalán (franciául)
- Patrick Macnee Profile. Famousfix.com. (Hozzáférés: 2023. január 18.)